# Anders Wiberg

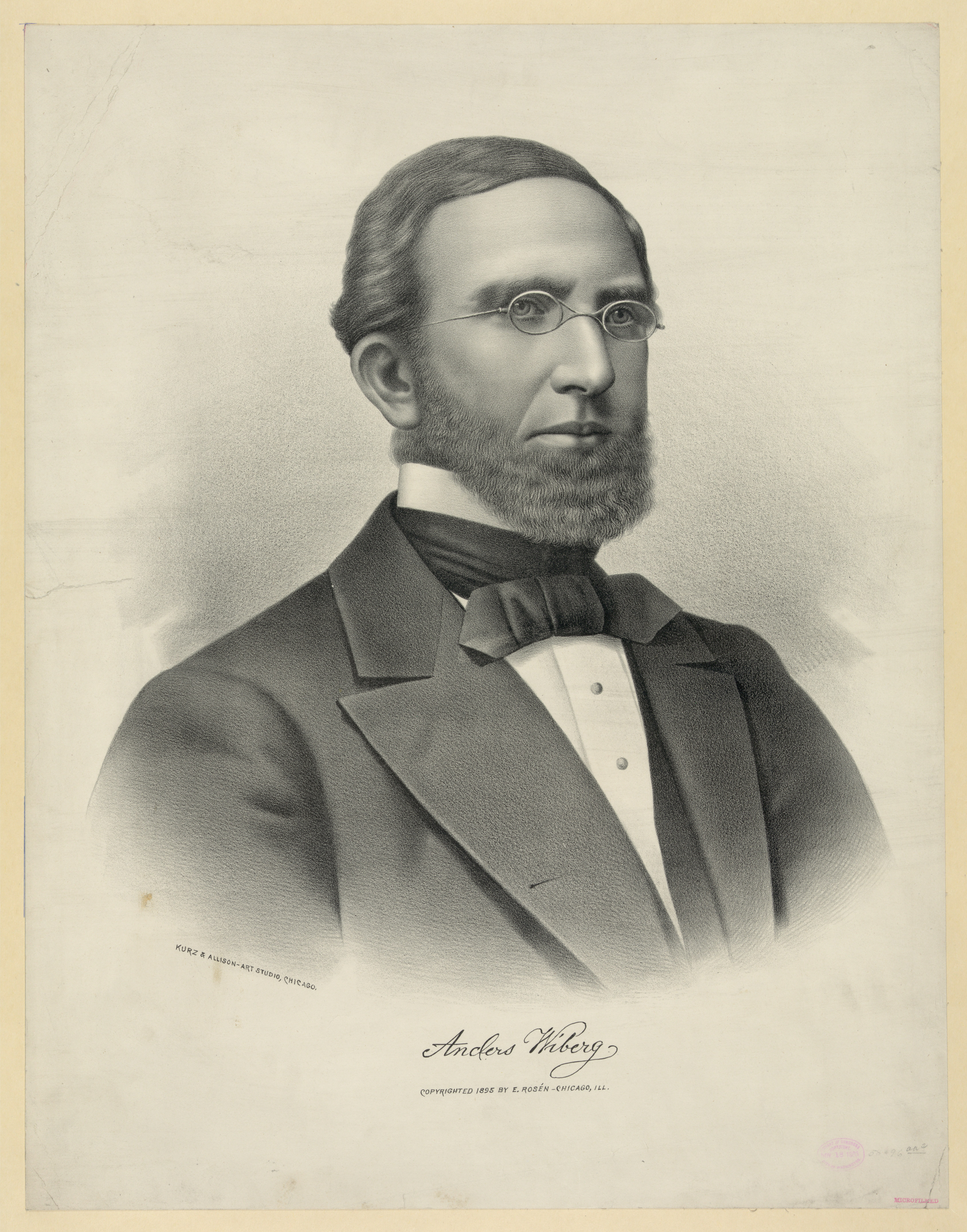
Anders Wiberg

Anders Wiberg, född den 17 juli 1816 i Vi i Hälsingtuna socken, Hälsingland, död den 5 november 1887 i Stockholm, var en andlig ledare inom den tidiga svenska baptismen.
Wiberg, som först var präst i Svenska kyrkan, anslöt sig vid ett besök hos Johann Gerhard Oncken i Hamburg till den baptistiska dopläran.
Han utvecklade dopläran i boken Vilken bör döpas och varuti består dopet? (1852). Samma år lät han döpa sig av Fredrik Olaus Nilsson i Köpenhamn. 
Efter att under tre års vistelse i USA lärt känna den amerikanska baptismen återvände Wiberg 1855 till Sverige, där han blev föreståndare för Stockholms baptistförsamling. 1857 samlade han de svenska baptistförsamlingarna till deras första årskonferens.